# Ben Hansbrough
Benjamin Lee Hansbrough, detto Ben (Poplar Bluff, 23 dicembre 1987), è un ex cestista statunitense.
È il fratello minore di Tyler Hansbrough.

## Carriera
Ha militato dal 2006 al 2008 nei Bulldogs della Mississippi State University, e dal 2009 al 2011 ha vestito la maglia dell'Università di Notre Dame.
Nel 2011 ha firmato per il Bayern Monaco, con cui ha giocato 10 incontri di Basketball-Bundesliga e 3 di Eurolega. Nel gennaio 2012 si è trasferito al Krka; con gli sloveni ha collezionato 4 presenze in ABA Liga e 2 in Eurolega.
Dopo l'esperienza in Europa, ha firmato per gli Indiana Pacers nella NBA, dove rimane un solo anno, prima di ritornare nel vecchio continente al Gran Canaria.

## Palmarès
- NCAA AP All-America Second Team (2011)